# Monkeyshines
Monkeyshines es un cortometraje mudo en blanco y negro de Estados Unidos, posiblemente la primera película filmada en este país. Una película experimental hecha para probar el formato cilíndrico original del Quinetoscopio, Monkeyshines, N º 1, fue filmada por William Kennedy Dickson y William Heise para los laboratorios Edison. Los estudiosos difieren en cuanto a si fue filmado en junio de 1889, con la actuación de John Ott, o en algún momento entre el 21 y el 27 de noviembre de 1890, protagonizado por Giuseppe Sacco Albanese. Ambos hombres eran compañeros de laboratorio en la empresa, y existe evidencia contradictoria para cada reclamo. Monkeyshines, No. 2 y Monkeyshines, No. 3 le siguieron rápidamente para probar otras condiciones. Estas películas estaban destinadas a ser pruebas internas del nuevo sistema de cámara, y no fueron creadas para uso comercial; su ascenso a la prominencia fue un resultado mucho más tardío del trabajo de los historiadores del cine.

## Galería
- Monkeyshines